# Weidachsmühle (Saal an der Saale)
Weidachsmühle ist ein Gemeindeteil der Marktes Saal an der Saale im unterfränkischen Landkreis Rhön-Grabfeld in Bayern.

## Lage
Die Einöde liegt an einem Mühlbach, der vom Fluss Milz abzweigt.

## Geschichte
Die Mühle wurde erstmals 1621 als „Die Weichets Mühel“ erwähnt, dann wieder 1670 „Weichetsmüller“. 1804 erstmals als „Waizenmühle“ und 1827 „Unter der Weidachsmühle“. Weidach wird als Sammelbezeichnung für zur Weide (also Weidengehölz) angenommen.